# 托梅什蒂鄉 (胡內多阿拉縣)
46°13′00″N 22°39′00″E / 46.2167°N 22.65°E
托梅什蒂鄉（羅馬尼亞語：Comuna Tomești, Hunedoara），是羅馬尼亞的鄉份，位於該國西部，由胡內多阿拉縣負責管轄，面積59平方公里，海拔高度303米，2007年人口1,191，人口密度每平方公里20人。